# Гусельников Євген Якович
Євген Якович Гусельников (нар. 6 жовтня 1940, село Степанівка Іркутського району Іркутської області, Російська Федерація — 3 серпня 2010, місто Хмельницький) — український діяч, голова Хмельницької обласної ради і Хмельницької обласної державної адміністрації. Кандидат економічних наук (1980).

## Біографія
Трудову діяльність розпочав токарем машинно-тракторної станції. У 1963 році закінчив Томський політехнічний інститут, здобув спеціальність інженера-механіка.
Після закінчення інституту працював змінним і старшим майстром, заступником начальника, начальником цеху на Усть-Каменогорському приладобудівному заводі в Казахській РСР. Член КПРС.
У 1969 — 1973 р. — головний інженер Кам'янець-Подільського приладобудівного заводу Хмельницької області.
З 1973 року працював заступником завідувача, з січня 1975 року — завідувачем промислово-транспортного відділу Хмельницького обласного комітету КПУ.
До 1980 року навчався в Академії суспільних наук при ЦК КПРС у Москві. У 1980 році захистив у Москві кандидатську дисертацію «Особливості розвитку і використання активної частки основних виробничих фондів в умовах науково-технічної революції».
У березні 1980 — липні 1982 року — заступник голови виконавчого комітету Хмельницької обласної ради народних депутатів. У липні 1982 — жовтні 1988 р. — 1-й заступник голови виконавчого комітету Хмельницької обласної ради народних депутатів. У жовтні 1988 — квітні 1990 р. — 1-й заступник голови виконавчого комітету Хмельницької обласної ради народних депутатів — начальник головного планово-економічного управління.
У квітні 1990 — лютому 1991 р. — голова виконавчого комітету Хмельницької обласної ради народних депутатів.
12 лютого 1991 — березень 1992 р. — голова Хмельницької обласної ради народних депутатів і голова виконавчого комітету Хмельницької обласної ради народних депутатів.
У березні 1992 — червні 1994 р. — Представник Президента України у Хмельницькій області. У червні 1994 — липні 1995 р. — голова Хмельницької обласної ради і голова виконавчого комітету Хмельницької обласної ради. У липні 1995 — квітні 1998 р. — голова Хмельницької обласної ради. Одночасно, у липні 1995 — 9 вересня 1998 р. — голова Хмельницької обласної державної адміністрації.
У квітні 1999 — травні 2000 р. — заступник міністра України з питань надзвичайних ситуацій та у справах захисту населення від наслідків Чорнобильської катастрофи.
Потім — заступник директора з комерційних питань дочірнього підприємства науково-виробничого центру «Укррегіонінвест» у місті Хмельницькому.

## Нагороди і відзнаки
- орден Трудового Червоного Прапора
- почесна відзнака Президента України (.08.1996)[7]
- державний службовець 1-го рангу (04.1994)[8]
- медалі